# Internationaux de Strasbourg 2016
L'Internationaux de Strasbourg 2016 è stato un torneo femminile di tennis giocato sulla terra rossa. È stata la 30ª edizione del torneo che fa parte della categoria International nell'ambito del WTA Tour 2016. Si è giocato a Strasburgo, in Francia, dal 15 al 21 maggio 2016.

## Partecipanti

### Teste di serie
| Nazionalità | Giocatrice          | Ranking* | Testa di serie |
| ----------- | ------------------- | -------- | -------------- |
| Italia      | Sara Errani         | 18       | 1              |
| Stati Uniti | Sloane Stephens     | 21       | 2              |
| Australia   | Samantha Stosur     | 22       | 3              |
| Francia     | Kristina Mladenovic | 28       | 4              |
| Romania     | Monica Niculescu    | 34       | 5              |
| Italia      | Camila Giorgi       | 43       | 6              |
| Russia      | Elena Vesnina       | 47       | 7              |
| Ungheria    | Tímea Babos         | 48       | 8              |
| Francia     | Alizé Cornet        | 49       | 9              |

* Ranking al 9 maggio 2016.

### Altre partecipanti
Le seguenti giocatrici hanno ricevuto una Wild card:
- Sara Errani
- Kristina Mladenovic
- Pauline Parmentier

Le seguenti giocatrici sono passate dalle qualificazioni:

- Lauren Davis
- Alla Kudrjavceva
- Alizé Lim
- Mirjana Lučić-Baroni
- Jil Teichmann
- Xu Yifan

Le seguenti giocatrici sono entrate in tabellone come lucky loser:
- Virginie Razzano
- Shelby Rogers

## Campionesse

### Singolare
Caroline Garcia ha battuto in finale  Mirjana Lučić-Baroni con il punteggio di 6-4, 6-1.
- È il secondo titolo in carriera per Garcia, primo della stagione.

### Doppio
Anabel Medina Garrigues /  Arantxa Parra Santonja hanno sconfitto in finale  María Irigoyen /  Liang Chen con il punteggio di 6-2, 6-0.